# Ziauddin Sardar

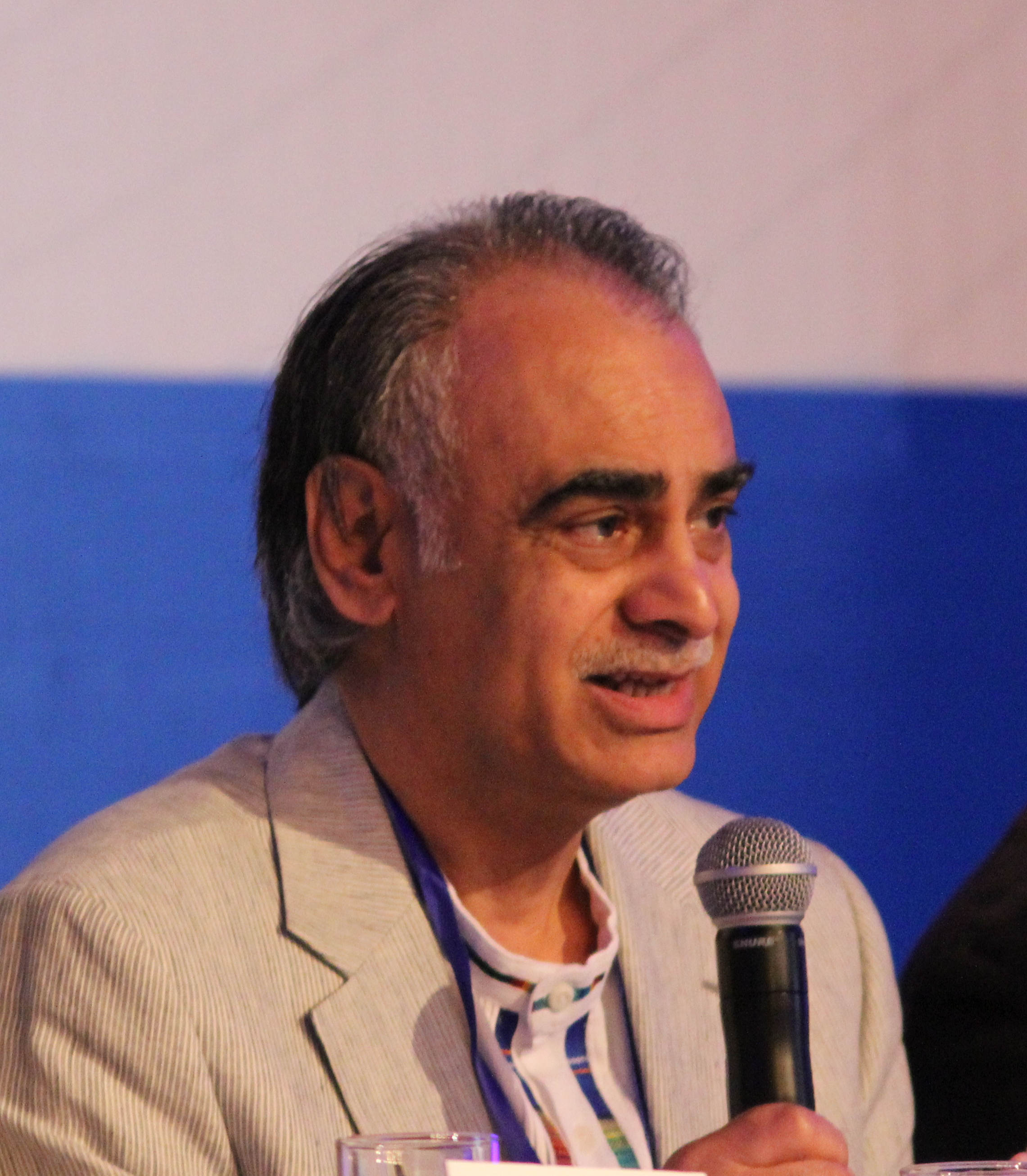
Ziauddin Sardar

Ziauddin Sardar (geb. 31. Oktober 1951 in Dipalpur, Distrikt Okara, Punjab, Pakistan) ist ein britischer, in London lebender Schriftsteller, Historiker, Fernsehproduzent und Kulturkritiker pakistanischer Herkunft. Er gilt als einer der führenden islamischen Intellektuellen Großbritanniens und hat sich auf Themenbereiche wie Zukunft des Islams, Wissenschaft und kulturelle Beziehungen spezialisiert. Er ist ein Verfechter des Projektes der „Islamisierung des Wissens“ (Islamization of knowledge) und Kritiker postmodernen Denkens, das er als nihilistisch verurteilt.

## Leben und Wirken

### Jugend und Ausbildung
Ziauddin Sardar kam als Kind von Pakistan nach England und wuchs in London auf. Er studierte Physik und Informatik an der City University in London. 1975 entwickelte er im Auftrag des Hajj Research Centre der König-Abdulaziz-Universität in Dschidda (Saudi-Arabien) ein Simulationsmodell für die Wallfahrt. Zusammen mit Zaki Badawi gab er die Hajj Studies heraus. Später arbeitete er eine Zeit an der Middlesex University, Vereinigtes Königreich.

### Arbeit als Journalist und Fernsehproduzent
Sardar war auch als Journalist (darunter für Nature und New Scientist) und als Fernsehreporter tätig. Er arbeitete als Redakteur von Futures, veröffentlichte regelmäßig im New Statesman und gründete die Zeitschrift Critical Muslim.
Ein Ergebnis von Sardars Rolle als Fernsehproduzent war eine Serie von Fernsehsendungen mit dem Titel Faces of Islam („Gesichter des Islams“). Diese Sendungen bestanden aus Gesprächen zwischen Sardar und Muslimen, die mehr oder weniger in den Diskurs über die Islamisierung der Wissenschaft eingebunden waren. Die Themen, die dabei diskutiert wurden, waren Schlüsselbegriffe des islamischen Denkens. So diskutierte er den Begriff Dīn („Religion“) mit Muhammad Naquib al-Attas, ʿadl („Gerechtigkeit“) mit Khurshid Ahmad und ʿilm („Wissen“) mit Anwar Ibrahim. Sardars Gesprächspartner waren Unterstützer seiner ideologischen Position oder zumindest eng mit ihr verbunden, nicht-arabische Muslime waren unter den Teilnehmern in der Mehrheit. 1989 wurde auch ein Buch zu der Sendereihe veröffentlicht, nämlich Faces of Islam: Conversations on Contemporary Issues.

### Auseinandersetzung mit Jean Baudrillard und Seyyed Hossein Nasr
In den frühen 1990er Jahren kritisierte Sardar Jean Baudrillards Konzept der Simulation und Postmoderne und dessen Idee, dass der Golfkrieg nicht stattgefunden habe, sondern nur ein Spiel von Bildern oder Simulacrum sei.
In der Debatte um das schwerpunktmäßig aus dem US-amerikanischen International Institute of Islamic Thought (IIIT) bei Washington, D.C. heraus betriebene „Einbringen des Islam in das Wissen“ (Islamization of knowledge) bzw. die „Islamisierung der Wissenschaft“ (Islamization of science) leistete sich Sardar Anfang der 1990er Jahre verbale Scharmützel mit dem amerikanisch-persischen islamischen Philosophen Seyyed Hossein Nasr (geb. 1933). Das Urteil von Nasr über Sardar fiel dabei nicht besonders freundlich aus. So warf Nasr ihm vor, ungebildet zu sein und nicht die Fähigkeit zu besitzen, die islamische Tradition richtig zu interpretieren. Sardar sei eine Person, die nur das Wort „Islamisch“ bei verschiedenen Disziplinen ergänze und meine, dass dies ausreiche.

### Spätere Aktivitäten und Ehrungen
Die britische Zeitschrift Prospect wählte Sardar 2002 zu einem der 100 bekanntesten Intellektuellen Großbritanniens, die britische Tageszeitung The Independent nannte ihn: 'Britain's own Muslim polymath'.
Sardar beschreibt in seinem autobiographischen Roman Desperately Seeking Paradise: Journeys of a Sceptical Muslim (2005; „Verzweifelte Suche nach dem Paradies: Reisen eines skeptischen Muslims“) seine Suche nach dem Ideal des Islams. Nach einem Treffen mit Osama bin Laden in Pakistan habe er mehr und mehr begonnen, die vorgefertigten Lösungen von Fundamentalisten anzuzweifeln, die die Rettung durch einen islamischen Staat auf der Grundlage der Scharia erwarteten.
Angesichts der Großbauprojekte in Mekka, insbesondere der Abraj Al Bait Towers und des Jabal Omer Komplexes, warnte Ziauddin Sardar 2014 davor, dass Mekka zu einer Art Disneyland verkomme, und sprach von der Zerstörung von Mekka. Zeitweise war er Berater von Anwar Ibrahim und teilte seine Zeit zwischen England und Malaysia auf.
Bei der vom Londoner Büro des US-amerikanischen International Institute of Islamic Thought (Internationales Institut für Islamisches Gedankengut) organisierten IIIT European Summer School 2017 war er einer der Sprecher.

## Publikationen (Auswahl)
Ziauddin Sardar hatte bis 2005 mehr als vierzig Bücher über verschiedene Aspekte des Islams publiziert. Mehrere seiner Bücher verfasste er zusammen mit der zum Islam konvertierten walisischen Anthropologin Merryl Wyn Davies.
- Woher kommt der Haß auf Amerika?  Springe : zu Klampen, 2003
- Der fremde Orient : Geschichte eines Vorurteils. Berlin : Wagenbach, 2002
- Science, Technology and Development in the Muslim World, London: Croom Helm; Atlantic Highlands, New Jersey: Humanities Press, 1977, ISBN 978-0-391-00771-0
- Muhammad: Aspects of His Biography, Leicester: Islamic Foundation, 1978, ISBN 978-0-86037-023-9
- Hajj Studies (Koautor: M. A. Zaki Badawi), London: Crown Helm, 1978, ISBN 978-0-85664-681-2
- Islam: Outline of a Classification Scheme, London: C. Bingley; New York: K. G. Saur, 1979, ISBN 978-0-85157-285-7
- The Future of Muslim Civilisation, London: Croom Helm, 1979, ISBN 978-0-85664-800-7
- Science and Technology in the Middle East: A Guide to Issues, Organisations and Institutions, London; New York: Longman, 1982, ISBN 978-0-582-90052-3
- The Touch of Midas: Science, Values and the Environment in Islam and the West, Manchester: Manchester University Press, 1984, ISBN 978-0-7190-0974-7
- Islamic Futures: The Shape of Ideas to Come, London; New York: Mansell, 1985, ISBN 978-0-7201-1731-8
- Shaping Information Systems in the Islamic World, London: Mansell, 1988, ISBN 978-967-978-256-1
- Information and the Muslim World: A Strategy for the Twenty-first Century, London; New York: Mansell, 1988, ISBN 978-0-7201-1728-8
- The Revenge of Athena: Science, Exploitation and the Third World, London; New York: Mansell, 1988, ISBN 978-0-7201-1891-9
- An Early Crescent: The Future of Knowledge and Environment in Islam, London; New York: Mansell, 1989, ISBN 978-0-7201-2005-9
- Explorations in Islamic Science, London; New York: Mansell, 1989, ISBN 978-0-7201-2004-2
- Faces of Islam: Conversations on Contemporary Issues (Koautor: Merryl Wyn Davies), Kuala Lumpur: Berita, 1989, ISBN 978-967-969-188-7
- Distorted Imagination: Lessons from the Rushdie Affair (Koautor: Merryl Wyn Davies), London: Grey Seal; Kuala Lumpur: Berita, 1990, ISBN 978-1-85640-000-8
- How We Know: Ilm and the Revival of Knowledge, London: Grey Seal, 1991, ISBN 978-1-85640-020-6
- Barbaric Others: A Manifesto on Western Racism (Koautori: Merryl Wyn Davies i Ashis Nandy), London; Boulder, Colorado: Pluto Press, 1993, ISBN 978-0-7453-0743-5
- Muslim Minorities in The West (kourednik: Syed Zainul Abedin), London: Grey Seal, 1995, ISBN 978-1-85640-032-9
- Postmodernism and the Other: New Imperialism of Western Culture, London; Chicago; Sterling, Virginia: Pluto Press, 1998, ISBN 978-0-7453-0749-7
- Rescuing All Our Futures: The Future of Future Studies, Westport, Connecticut: Praeger, 1999, ISBN 978-0-275-96559-4
- Orientalism, Philadelphia: Open University Press, 1999, ISBN 978-0-335-20206-5
- Thomas Kuhn and the Science Wars, Duxford, Cambridge: Icon Books; New York: Totem Books, 2000, ISBN 978-1-84046-136-7
- The Consumption of Kuala Lumpur, London: Reaktion, 2000, ISBN 978-1-86189-057-3
- The Third Text Reader on Art, Culture & Theory (kourednici: Rasheed Araeen i Sean Cubitt), London; New York: Continuum, 2002, ISBN 978-0-8264-5851-3
- Aliens R Us: The Other in Science Fiction Cinema (kourednik: Sean Cubitt), London; Sterling, Virginia: Pluto Press, 2002, ISBN 978-0-7453-1544-7
- The A to Z of Postmodern Life: Essays on Global Culture in the Noughties, London: Vision, 2002, ISBN 978-1-904132-03-5
- Why Do People Hate America? (Koautor: Merryl Wyn Davies), New York: Disinformation, 2002, ISBN 978-0-9713942-5-4
- Islam, Postmodernism and Other Futures: A Ziauddin Sardar Reader (urednici: Sohail Inayatullah i Gail Boxwell), London; Sterling, Virginia: Pluto Press, 2003, ISBN 978-0-7453-1985-8
- The No Nonsense Guide to Islam (Koautor: Merryl Wyn Davies), Oxford: New Internationalist Publications, 2004, ISBN 978-1-85984-454-0
- Introducing Islam, Icon Books Ltd Edition, 2004, SBN 1840465824
- American Dream, Global Nightmare (Koautor: Merryl Wyn Davies), Thriplow, Cambridge: Icon Books, 2004, ISBN 978-1-84046-572-3
- Desperately Seeking Paradise: Journeys of a Sceptical Muslim, London: Granta Books, 2005, ISBN 978-1-86207-755-3
- What Do Muslims Believe?, London: Granta Books, 2006, ISBN 978-1-86207-834-5
- How Do You Know? Reading Ziauddin Sardar on Islam, Science and Cultural Relations (urednik: Ehsan Masood), London: Pluto Press, 2006, ISBN 978-0-7453-2514-9
- Balti Britain: A Journey Through the British Asian Experience, London: Granta Books, 2008, ISBN 978-1-86207-931-1
- Breaking the Monolith: Essays, Articles and Columns on Islam, India, Terror and Other Things That Annoy Me, Delhi: ImprintOne; Cambridge University Press, 2008, ISBN 978-81-88861-05-7
- Will America Change? (Koautor: Merryl Wyn Davies), Thriplow, Cambridge: Icon Books, 2008, ISBN 978-1-84046-879-3
- Reading the Qur'an: The Contemporary Relevance of the Sacred Text of Islam, Oxford; New York: Oxford University Press, 2011, ISBN 978-0-19-983674-1
- Muslims In Britain: Making Social and Political Space (kourednik: Waqar I. U. Ahmad), London, New York: Routledge, 2012, ISBN 978-0-415-59472-1
- Muhammad: All That Matters, London: Hodder Education; New York: McGraw-Hill, 2012, ISBN 978-1-4441-5462-7
- Future: All That Matters, London: Hodder Education, 2013, ISBN 978-1-4441-9004-5
- Mecca: The Sacred City, London; New York: Bloomsbury, 2014, ISBN 978-1-62040-266-5
- Islam Beyond Mad Max Jihadis, London: Biteback, 2016, ISBN 978-1-84954-949-3